# Сибии
Сибии (лат. Actinodura) — род воробьиных птиц из семейства кустарницевых (Leiothrichidae).
Отличительными особенностями птиц этого рода являются поперечные полосы на маховых перьях на крыле и рулевых перьях хвосте и наличие хохолка на голове.
Обитают в холмистой местности от Индии до Индокитая и Тайваня. На юге представители рода встречаются до Вьетнама и Лаоса. 

## Классификация
Международный союз орнитологов относит к роду 9 видов:
- Actinodura cyanouroptera (Hodgson, 1837)
- Actinodura egertoni Gould, 1836 — Краснолобая сибия
- Actinodura morrisoniana Ogilvie-Grant, 1906 — Тайваньская сибия
- Actinodura nipalensis (Hodgson, 1836) — Непальская сибия
- Actinodura ramsayi Walden, 1875 — Очковая сибия
- Actinodura sodangorum Eames, Trai, Cu & Eve, 1998
- Actinodura souliei Oustalet, 1897 — Тонкинская сибия
- Actinodura strigula (Hodgson, 1837)
- Actinodura waldeni Godwin-Austen, 1874 — Юньнаньская сибия